# Canaro
Canaro (Canàr in veneto) è un comune italiano di 2 529 abitanti della provincia di Rovigo in Veneto, situato a sud-ovest del capoluogo.

## Geografia fisica
Canaro è situato nella parte sud occidentale del Polesine. L'abitato sorge sulle sponde del Po. A nord, confina con Frassinelle e Fiesso Umbertiano, a est con Polesella e a ovest con Occhiobello, mentre a sud il fiume Po segna il confine con Ferrara. Il territorio comprende 3 frazioni: Paviole, Garofolo, Vallone. E 13 località: Baruchella, Boccalara, Ca' Benvenuto Tisi, Ca' Matta, Ca' Mella, Ca' Ruggieri, Croce del Sud, Giaretta, La Frattina, Mezzavia, Tenasi, Valiera , Viezze.

## Storia
Benché le prime testimonianze storiche legate a Canaro risalgano all'XI secolo, la vicinanza dell'abitato al fiume Po ed al Poazzo, al tempo uno dei suoi rami principali, fa ragionevolmente presupporre un insediamento abitativo precedente legato alle opportunità che i vicini corsi d'acqua offrivano agli abitanti, sia per le risorse ambientali, come la pesca e la raccolta di legname che garantivano il sostentamento alla piccola comunità, sia per il commercio, che vedeva nel Po una via di comunicazione prioritaria.
Nei secoli medievali tutto il Polesine rientrava nell'orbita ferrarese, come parte del più vasto sistema di possedimenti dei conti di Canossa, che comprendevano anche le zone dell'Oltrepò mantovano, del Modenese e del Reggiano. Alla morte di Matilde di Canossa, la città di Ferrara mantenne il controllo sul territorio, noto come Transpadana Ferrarese, che comprendeva anche l'abitato di Canaro.
La prima documentazione storica risale comunque al 1082 quando la località viene citata in un atto nel quale si attesta la donazione da parte del Vescovo di Ferrara a Gerardo di Grazioso. La vita della comunità fu scandita dalle frequenti rotte ed esondazioni delle quali vi è testimonianza indiretta dalla scomparsa di un importante centro nelle sue vicinanze, Villa Lerizza, avvenuta nel 1168. Un successivo manoscritto del 1178 la inserisce tra i possedimenti del monastero benedettino di Pomposa.
Il controllo del Ducato di Ferrara favorì la prosperità del centro e la sua crescente importanza fino al XIV secolo data la sua posizione strategica, in quanto permetteva di controllare parte del Po che oltre ad essere considerato un confine naturale continuava ad evolversi come una delle primarie vie di comunicazione e commerciali della zona. Nel 1482 lo scoppio della Guerra di Ferrara, citata anche come Guerra del sale, ebbe conseguenze disastrose per Canaro. La sua particolare posizione determinò la necessità di conquista da parte delle truppe della Repubblica di Venezia che nelle vicende belliche durate fino al 1484 causarono alle sue strutture gravi danneggiamenti.
Il conflitto, vinto dai veneziani, si risolse con la pace di Bagnolo ed il territorio di Canaro ed in generale il Polesine passo sotto il controllo della Serenissima fino al tardo XVIII secolo.
La caduta della Repubblica di Venezia del 1797 ad opera della Grande Armata, l'esercito che Napoleone Bonaparte schierò a partire dal 1805, segnò una nuova annessione del territorio. Le clausole del Trattato di Campoformio consegnarono Canaro e tutto il territorio veneziano all'Austria che però rimase sovrana per un tempo limitato. Già dal 18 marzo 1805, con la firma del trattato di Presburgo, l'Austria cedette la Provincia Veneta austriaca alla Francia: il successivo 26 maggio Napoleone, da poco divenuto Imperatore dei francesi, si incoronò Re d'Italia a Milano, cingendo la Corona ferrea. Canaro tornò così sotto il controllo francese nella nuova identità nazionale, il Regno d'Italia napoleonico.
Il secondo dominio francese durò fino alla caduta di Napoleone. Il 20 aprile 1814 il Veneto, ed anche Canaro, venne restituito agli asburgici e con la caduta del Regno, quello stesso mese, la città e l'intero Veneto tornarono all'Impero d'Austria, che incorporò,dal 1815, i territori nel Regno Lombardo-Veneto. Nel 1838 Canaro viene elevato a municipio e tale rimase fino alla sua annessione al Regno d'Italia.
In seguito Canaro seguì le vicissitudini storico politiche legate al Polesine ed al suo capoluogo Rovigo.

### Simboli
Lo stemma e il gonfalone del Comune di Canaro sono stati concessi con decreto del presidente della Repubblica del 19 gennaio 1959.
Il gonfalone è un drappo di bianco con la bordatura di verde.

## Monumenti e luoghi d'interesse

### Architetture religiose

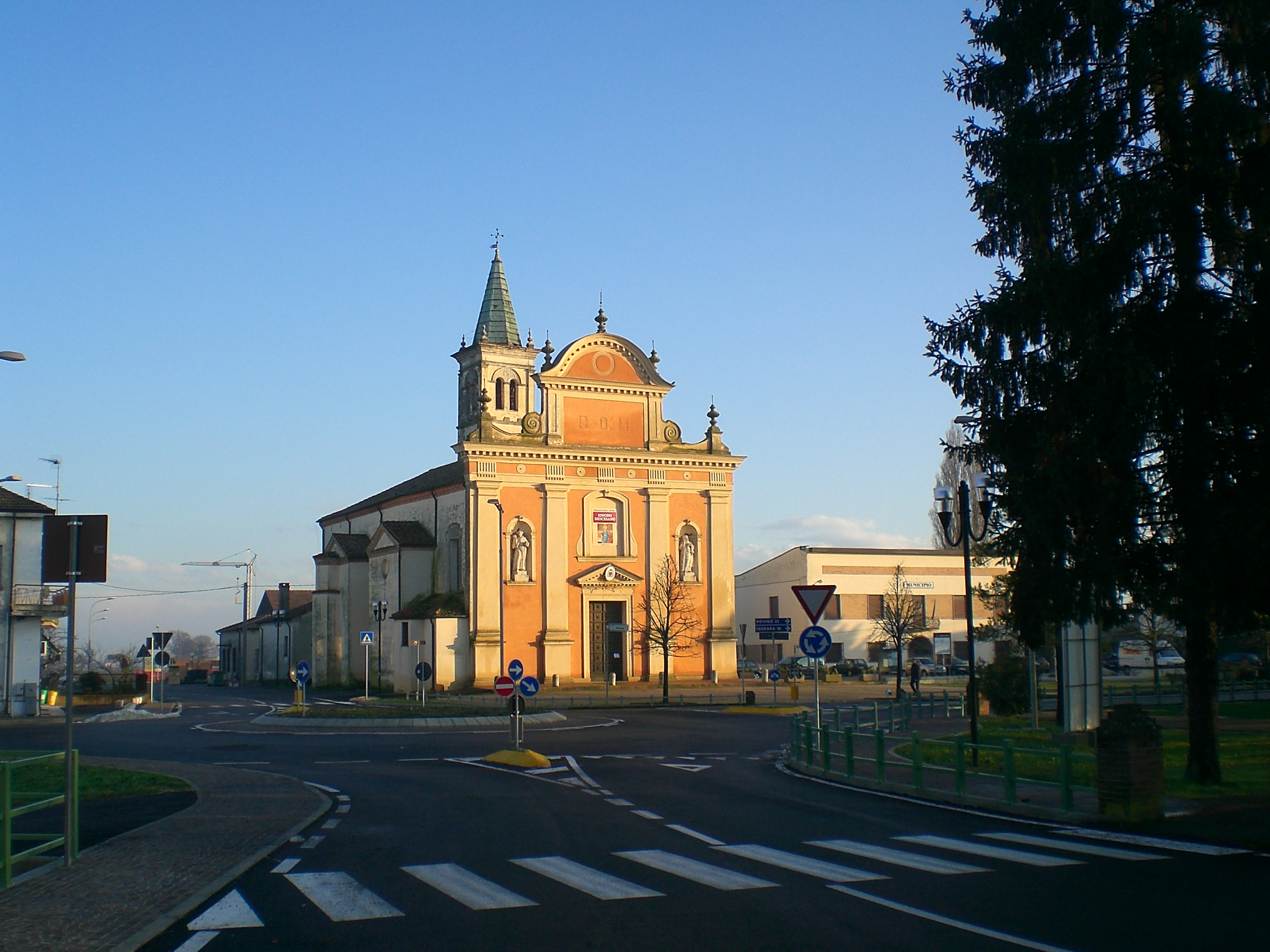
La parrocchiale intitolata a Santa Sofia.

- Chiesa di Santa Sofia. Non si conosce la data di costruzione. Di certo una chiesa dedicata a Santa Sofia esisteva fin dall’inizio del millennio, probabilmente ampliata o ricostruita nel corso del 1400 e quindi assestata con consistenti modifiche nel 1700. Al suo interno vi sono pregevoli opere d’arte. Il bassorilievo in marmo (sec.XVIII) raffigurante l’Ultima Cena sull’altare maggiore, attribuito alla scuola del Canova, era destinato ad una chiesa veneziana, ma l’insorgenza di una venatura scura sulla superficie bianca lo ha fatto dirottare a Santa Sofia. Di notevole rilievo artistico sono anche la statua della Madonna del Rosario, riconducibile allo stile e all’opera del carrarese Pietro Baratta, e le tavolette della “via crucis” eseguite dal bolognese Braccioli nel 1740.
- Chiesa di Santa Margherita Vergine e Martire. Si trova nella frazione Garofolo. Fu edificata alla fine del 1500, in sostituzione della precedente costruita nel 1289 e distrutta da una rotta del Po.
- Chiesa di Maria Santissima Immacolata. La chiesa si trova nella località Paviole.

### Architetture civili

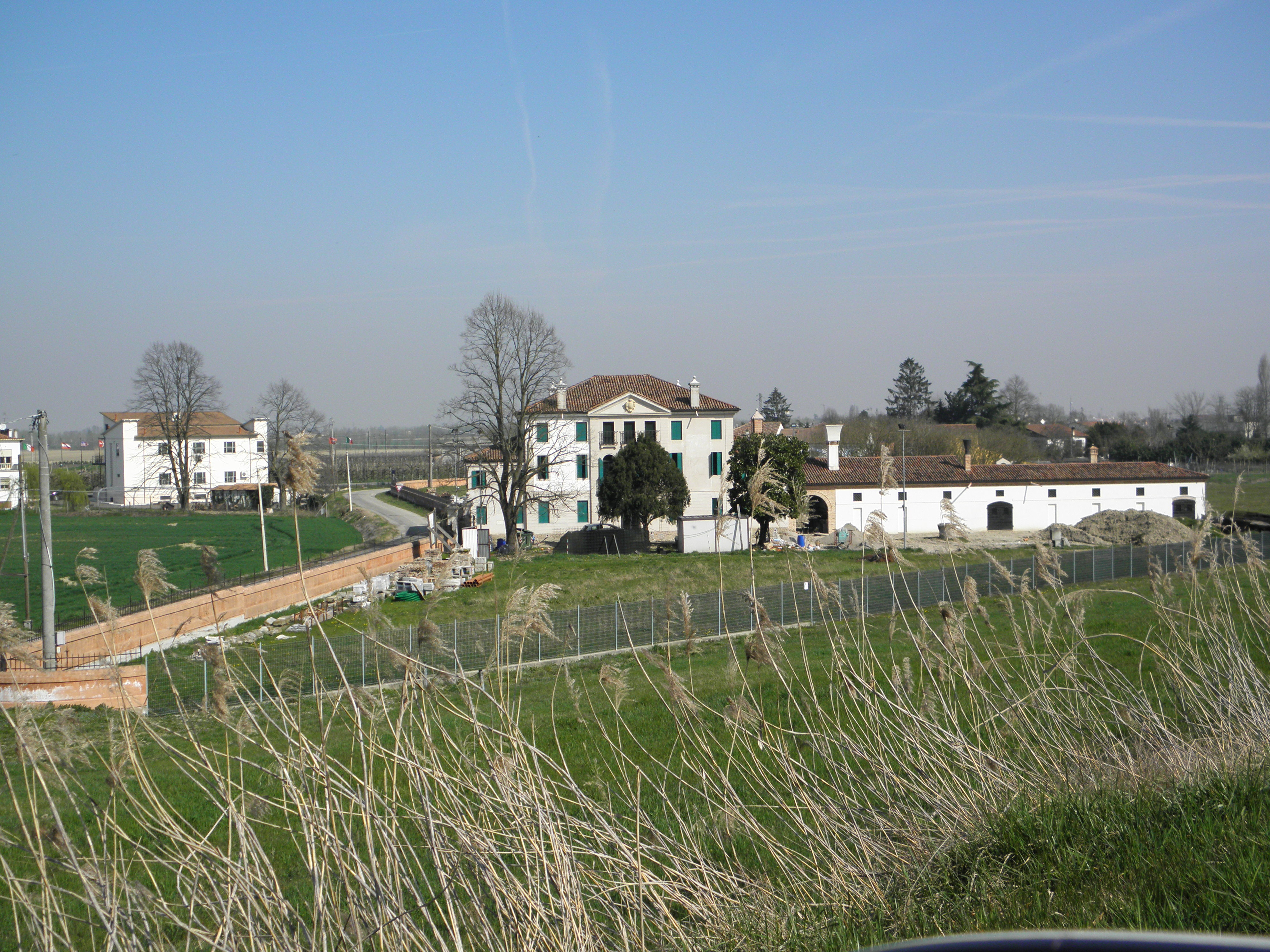
La Villa Martelli-Piccioli vista dall'argine del Po.

- Villa Martelli-Piccioli (XIX secolo), in località Paviole.
- Villa Vendramin-Calergi, in località Saline, sul confine con Fiesso Umbertiano;
- MuViG - Museo Virtuale del Garofalo, presso la casa natale, recentemente restaurata, di Benvenuto Tisi, detto il Garofalo, sita nella frazione Garofolo.
- Teatro Comunale, nato dalla ricostruzione dell'ex Casa del Fascio.
- Scuola primaria e secondaria di Canaro, inserite nell'istituto comprensivo di Occhiobello

### Altro
- Monumento ai Caduti con la statua bronzea della Pietà, opera dello scultore Gino Colognesi (1924)[9] in piazza XX Settembre, di fronte al Municipio
- Monumento ai caduti di Nāṣiriya, inaugurato nel 2007

## Società

### Evoluzione demografica
Abitanti censiti

## Cultura

### Eventi
Le principali feste di Canaro e delle sue frazioni sono il Carnevale di Canaro, la Fiera delle Brogne, il concorso di poesia "Cosmo d'Oro" ed il Palio di Ca' Naro (quest'ultimo si svolge entro l'ultima domenica di settembre), la biciclettata per le vie del paese che si svolge ogni prima domenica di giugno.

### Arte
- Compagnia teatrale "Briciole d'Arte", porta in scene commedie per la gran parte scritte in dialetto locale.

## Geografia antropica

### Frazioni
Lo statuto comunale di Canaro non menziona nessuna frazione. In base al 14º Censimento Generale della Popolazione e delle Abitazioni, i principali centri abitati sono:
- Garofolo: 186 abitanti 5 m s.l.m.;
- Vallone: 254 abitanti 7 m s.l.m..

Altre località abitate sono: Baruchella, Boaria Vanzelli, Boccalara, Ca' Matta, C.Mella, Croce del Sud, Crociara, C Ruggieri, Giaretta, La Frattina, Mezzavia, Paparinetto, Paviole, Tenasi, Valiera, Viezze.

## Infrastrutture e trasporti
- La località è interessata dalla Strada statale 16 Adriatica.
- È presente una fermata della linea ferroviaria Bologna-Venezia, in cui fermano treni regionali diretti a Rovigo, Padova, Venezia, Ferrara e Bologna.

## Amministrazione

### Amministrazione
| Periodo | Periodo   | Primo cittadino            | Partito                            | Carica  | Note |
| ------- | --------- | -------------------------- | ---------------------------------- | ------- | ---- |
| 1995    | 1999      | Giuseppe Zogno             | Partito Democratico della Sinistra | Sindaco |      |
| 1999    | 2004      | Antonio Dal Ben            | Lista Civica (Centro-destra)       | Sindaco |      |
| 2004    | 2009      | Antonio Dal Ben            | Lista Civica (Centro-destra)       | Sindaco |      |
| 2009    | 2011      | Claudio Giorgio Garbellini | Lista Civica                       | Sindaco |      |
| 2011    | 2016      | Nicola Garbellini          | Lista Civica (Centro-sinistra)     | Sindaco |      |
| 2016    | 2021      | Nicola Garbellini          | Lista Civica (Centro-sinistra)     | Sindaco |      |
| 2019    | in carica | Alberto Davì               | Lista Civica (Centro-destra)       | Sindaco |      |

### Gemellaggi
- Pszczew